# Египетска мау
Египетската мау е порода късокосместа домашна котка, произхождаща от обитаващите Египет улични породи, запазили естествения за дивите представители на семейство Котки петнист външен вид. Тези котки са отглеждани и почитани в Египет още преди 4000 г. и техни изображения се срещат в древни папируси. Египетската мау е била обожествявана като се е смятало, че тя е превъплъщение на богинята Бастет, която предпазвала от страшни бедствия и спомагала за узряването на реколтата. Тези котки са били отглеждани в храмовете, посветени на Бастет, както и в домовете на египетската аристокрация, където са били считани за членове на семейството с всички произтичащи оттук привилегии. Модерната порода е била създадена от руската княгиня Наталия Трубецкая. Докато била в изгнаничество в Рим, тя получила като подарък египетското коте Баба. Впечатлена е от породата и взема още две такива котета. Малко след като емигрира за САЩ през 1956г., тя основава развъдна програма и работи по това породата да бъде официално призната. За първи път това се случва през 1968г. от CFA. 
Това е най-бързата домашна котка в света, като може да развие скорост до 48 км/ч.
От 2016 г. вече има регистриран официален развъдник на породата и в България.

## Външен вид
Средна по размери, с добре развита мускулатура. Лапите са малки и кръгли, което придава на походката ѝ особен характер все едно стъпва на пръсти. Задните крака са малко по-дълги от предните и притежават типична кожна гънка, което им позволява да имат изключителна пъргавина, бързина и гъвкавост. Опашката е със средна дължина и заоблен край. Главата е с триъгълна форма и заоблен контур. Има големи бадемовидни очи, които задължително трябва да са зелени – като цвета на Цариградско грозде. Къса, копринено мека козина, окраската е петниста на точки. На главата си има сложно очертана буква М между очите, която е наричана скарабей. На врата трябва да има поне една хоризонтална черна ивица, която да е прекъсната. Признатите цветове са сребърен, бронзов и опушен. 

## Характер
Египетската Мау е жизнерадостна, активна, игрива. Запазила е ловния си инстинкт. Много любвеобилна към стопаните си. Обича вниманието ѝ да е ангажирано. Може да бъде обучена на команди. Добре се разбира с други котки, кучета. Обича децата. Не обича да е самотна. 